# 小口桃禾
小口 桃子（おぐち ももこ、1987年2月8日 - ）は山梨県出身の女性ファッションモデル。スペースクラフト、フロスを経て、B-Tokyo所属。

## 略歴・人物
- 2001年、ローティーン向けファッション雑誌「ニコラ」（新潮社）の第3回読者モデルオーディションで準グランプリ獲得。
- 2011年、エルセーヌ「美脚一は誰!?コンテスト」で準グランプリを獲得。
- 趣味はネイルアート、お菓子作り。
- 妹が1人いる（本人のブログより）。

## 出演

### 雑誌
- ニコラ（新潮社）専属モデル

### プロモーションビデオ
- Sonar Pocket（ソナーポケット） 「Promise」
- SEAMO（シーモ） 「マタアイマショウ Winter Version」

### ラジオ
- NEO STREAM NIGHT（bayfm）- パーソナリティ

### Web
- バチェラー・ジャパン　シーズン4（2021年11月25日 - 、Amazonプライム・ビデオ）